# ایگل متریالز
ایگل متریالز (انگلیسی: Eagle Materials) شرکت مصالح ساختمانی آمریکایی است، که در سال ۱۹۶۳ تأسیس شد.